# Notorisch
Notorisch bedeutet „offenkundig, allgemein bekannt“. Das Wort wird häufig im Sinne von „gewohnheitsmäßig, berüchtigt“ gebraucht.
Im 15. Jahrhundert wird es zunächst in der Form notori (von lateinisch nōtōrius, einer Weiterbildung zu nōtus, „bekannt“) gebraucht; seit dem 17. Jahrhundert dann in der Form notorisch.